# 会津坂下町
会津坂下町（あいづばんげまち）は、福島県会津地方に位置し、河沼郡に属する町。

## 地理・歴史
会津盆地西部に位置する。町の中部から東側は盆地が広がり比較的平坦で水田が多く、西側は山林が多い。町の東側から北側にかけて阿賀川が流れているほか、西部には只見川が流れる。古来より交通の要所として栄えた。江戸時代には旧坂下において毎月旧暦の14日に市が立った。坂下町から三里（現代のメートル法換算で約12 km）の範囲では市を立てないようにと言う会津藩の御触れが有り、商業・流通の中心として保護されていた歴史がある。若松、喜多方、高田それぞれか三里であるため、「坂下のバカ三里」とも呼ばれた。
慶長16年の会津大地震（1611年）時、現在の喜多方市山科地区で起きた山崩れにより阿賀川がせき止められ、山科湖（堰止湖）が出現し、旧越後街道が現在の国道49号付近まで北側に移動した。このことでもわかるように、会津盆地でも一番高度の低い場所に位置する。余談であるが現在の広瀬地区の地名は当時この山科湖に水没していたことに由来する。この堰止め湖は50年ほど存在し、それを解消したのは会津藩主保科正之と言われている。
また沼田街道（会津坂下町 - 群馬県沼田市）の起点が旧越後街道の鐘撞き堂峠の入り口にあり、ここより七折峠（国道49号）を通り奥会津、尾瀬が原､群馬県片品を通り沼田へ至る主要街道であった。
また江戸時代、旧坂下地区には奥会津柳津の銀山から掘り出された銀の集積地が有った。また新潟津より阿賀川の河川舟運で運ばれてくる海産物を荷揚げをする荷揚げ場もあった。荷揚げ場を整備した当時の民間人佐藤丈介が荷揚げ場に橋も整備し、その名が現在の丈介橋として残っている。
第二次世界大戦後、只見特定地域総合開発計画が立案、実行に移された。町内に計画された片門ダム、片門水力発電所の建設にあたっては労働力確保の一環として宮城刑務所の受刑者が出役。1951年（昭和26年）12月には、片門に仮出張所が設けられた。1953年（昭和28年）、ダムと発電所が完成。
- 山 ：高寺山、馬立山
- 河川：阿賀川、只見川
- 湖沼：

### 隣接する自治体
- 会津若松市
- 喜多方市
- 河沼郡：柳津町、湯川村
- 耶麻郡：西会津町
- 大沼郡：会津美里町

### 人口
| 会津坂下町（に相当する地域）の人口の推移 \| 1970年（昭和45年） \| 21,720人 \| \| \| 1975年（昭和50年） \| 20,510人 \| \| \| 1980年（昭和55年） \| 20,504人 \| \| \| 1985年（昭和60年） \| 20,431人 \| \| \| 1990年（平成2年） \| 20,332人 \| \| \| 1995年（平成7年） \| 20,083人 \| \| \| 2000年（平成12年） \| 19,426人 \| \| \| 2005年（平成17年） \| 18,274人 \| \| \| 2010年（平成22年） \| 17,360人 \| \| \| 2015年（平成27年） \| 16,303人 \| \| \| 2020年（令和2年） \| 15,068人 \| \| |          |  |
| 総務省統計局 国勢調査より |          |  |
| 1970年（昭和45年） | 21,720人 |  |
| 1975年（昭和50年） | 20,510人 |  |
| 1980年（昭和55年） | 20,504人 |  |
| 1985年（昭和60年） | 20,431人 |  |
| 1990年（平成2年） | 20,332人 |  |
| 1995年（平成7年） | 20,083人 |  |
| 2000年（平成12年） | 19,426人 |  |
| 2005年（平成17年） | 18,274人 |  |
| 2010年（平成22年） | 17,360人 |  |
| 2015年（平成27年） | 16,303人 |  |
| 2020年（令和2年） | 15,068人 |  |

## 歴史
- 1955年（昭和30年）4月1日 - 坂下町、若宮村、金上村、広瀬村、川西村、八幡村が合併して会津坂下町となる。
- 1960年（昭和35年）8月1日 - 耶麻郡高郷村の高寺・片門・束松地区を編入。

## 行政

### 町の財政
2019年（平成31年）年には、町の財政調整基金と標準財政規模の比が全国で最も悪化した市町村となった（同値の市町村あり）。町は2020年（令和2年）から財政健全化アクションプランを実施。2024年（令和6年）までの間、財政健全化に取り組んだ結果、健全化判断比率等の改善、財政調整基金等の増加、地方債残高の減少等、一定の改善が図られた。

## 産業
- 主な産業
  - 米

### 商業
- 道の駅
  - 道の駅あいづ
- 商店街
  - ライヴァン通り商店街
- 酒造
  - 廣木酒造本店[5]
- 会津木綿
  - IIE Lab.（イーラボ）

## 郵便
- 坂下郵便局（集配局）
- 青木郵便局
- 片門郵便局
- 気多宮郵便局
- 川西簡易郵便局
- 金上簡易郵便局
- 古坂下簡易郵便局

## 教育

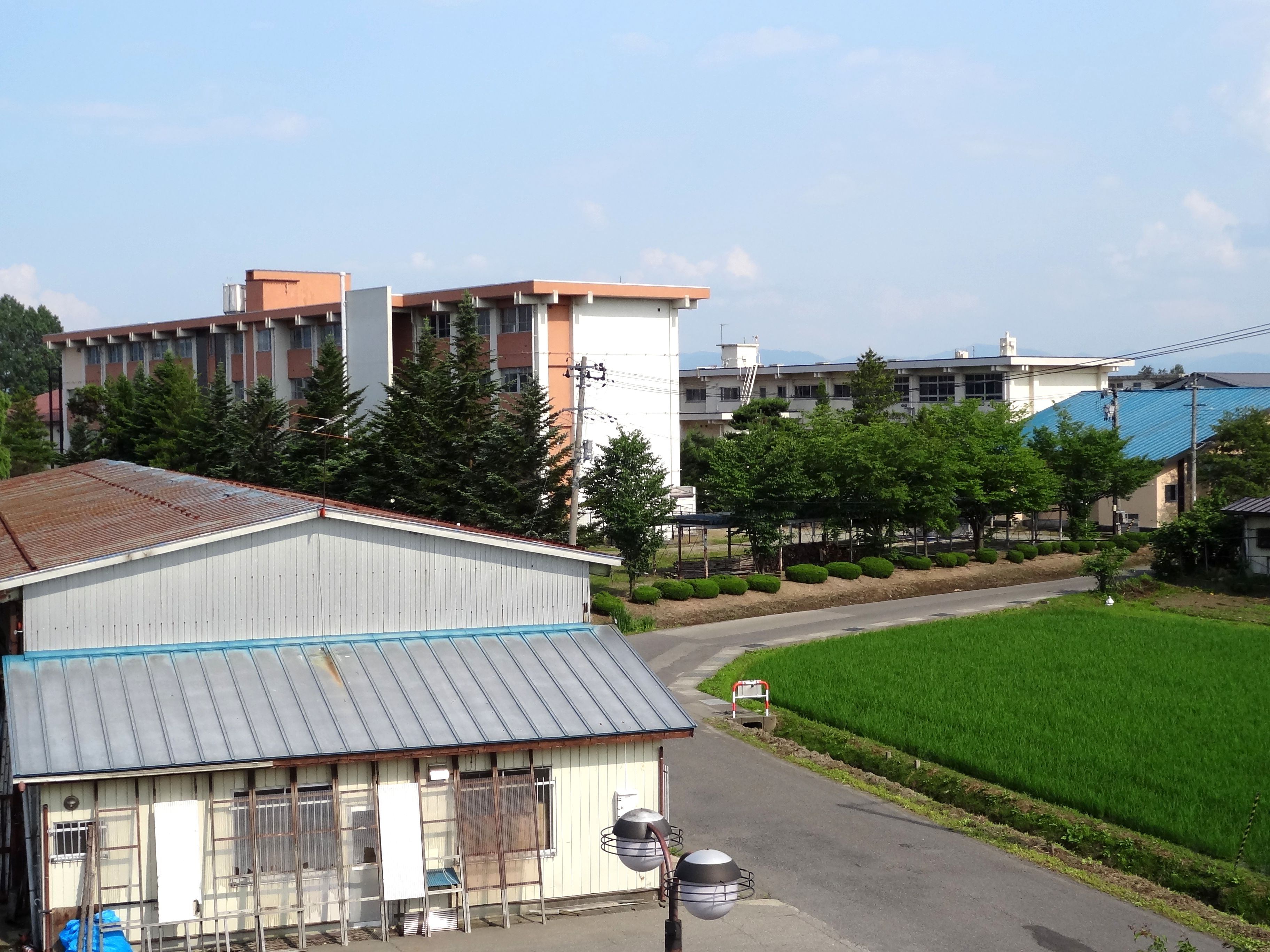
会津農林高等学校

### 高校
- 福島県立会津農林高等学校

### 中学校
- 会津坂下町立坂下中学校

### 小学校
- 会津坂下町立坂下東小学校
- 会津坂下町立坂下南小学校

### 廃校になった学校
- 福島県立坂下高等学校
- 会津坂下町立片門小学校
- 会津坂下町立川西小学校
- 会津坂下町立八幡小学校
- 会津坂下町立第一中学校
- 会津坂下町立第二中学校
- 会津坂下町立坂下小学校
- 会津坂下町立若宮小学校
- 会津坂下町立金上小学校
- 会津坂下町立広瀬小学校

## 交通

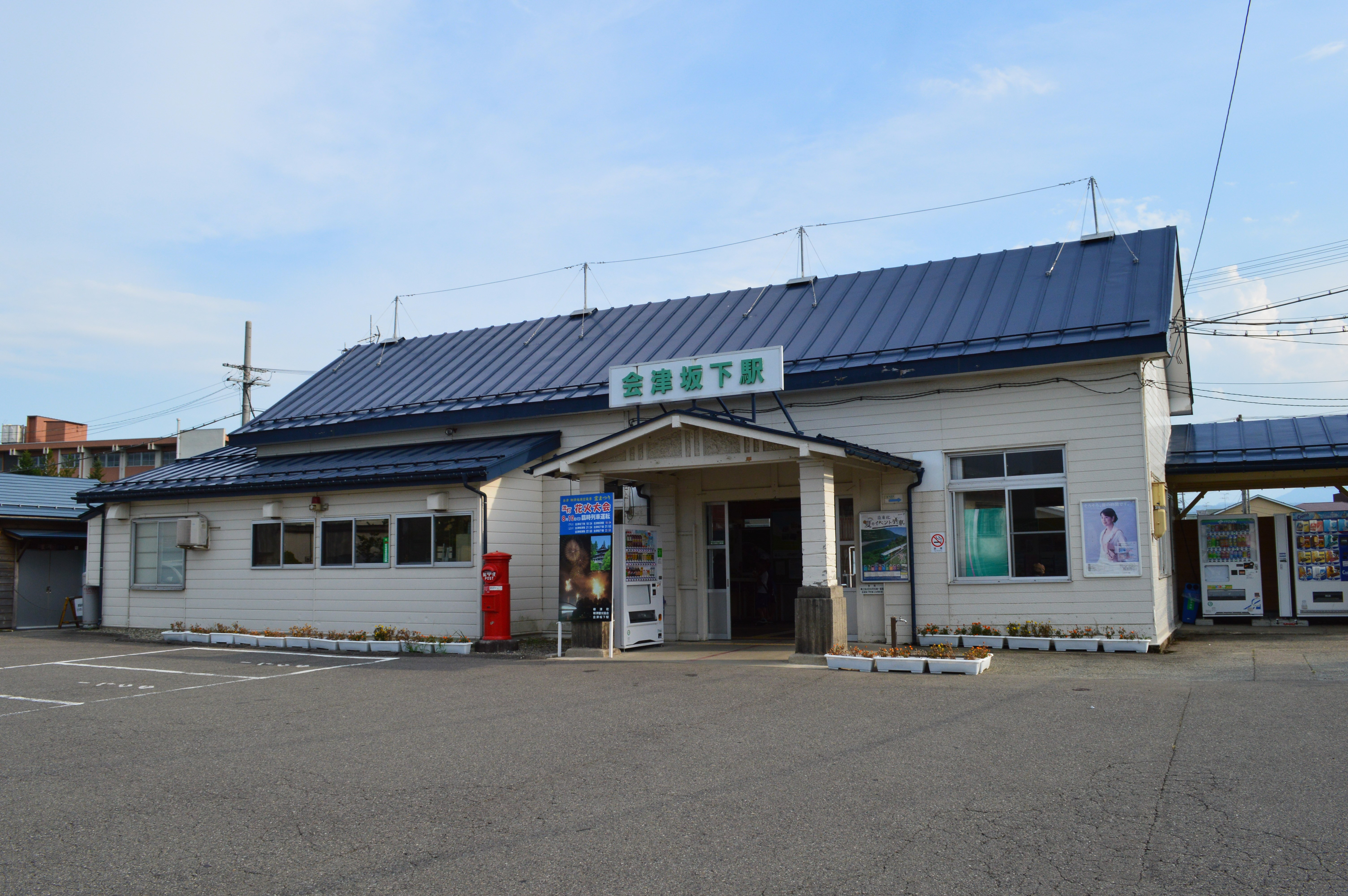
会津坂下駅

### 鉄道
東日本旅客鉄道（JR東日本）
- 只見線：若宮駅 - 会津坂下駅 - 塔寺駅 - 会津坂本駅

### 路線バス
- 会津乗合自動車
- 夢街道会津号 道の駅あいづ、会津若松と東京の王子駅・新宿駅を結ぶ高速バス。

### 道路
- 高速道路
  - 磐越自動車道：会津坂下インターチェンジ
- 一般国道
  - 国道49号
  - 国道252号
- 福島県道
  - 福島県道21号喜多方会津坂下線
  - 福島県道22号会津坂下会津高田線
  - 福島県道33号会津坂下河東線
  - 福島県道43号会津坂下山都線
  - 福島県道61号塩川山都線
  - 福島県道72号会津坂下会津本郷線

### 道の駅
- 道の駅あいづ 湯川・会津坂下（所在地は湯川村）

## 名所・旧跡・観光スポット・祭事・催事
- 亀ヶ森・鎮守森古墳（国の史跡）
- 陣が峯城跡（国の史跡）
- 春日八郎記念公園
- 杉薬師糸桜
- 恵隆寺（立木観音堂）

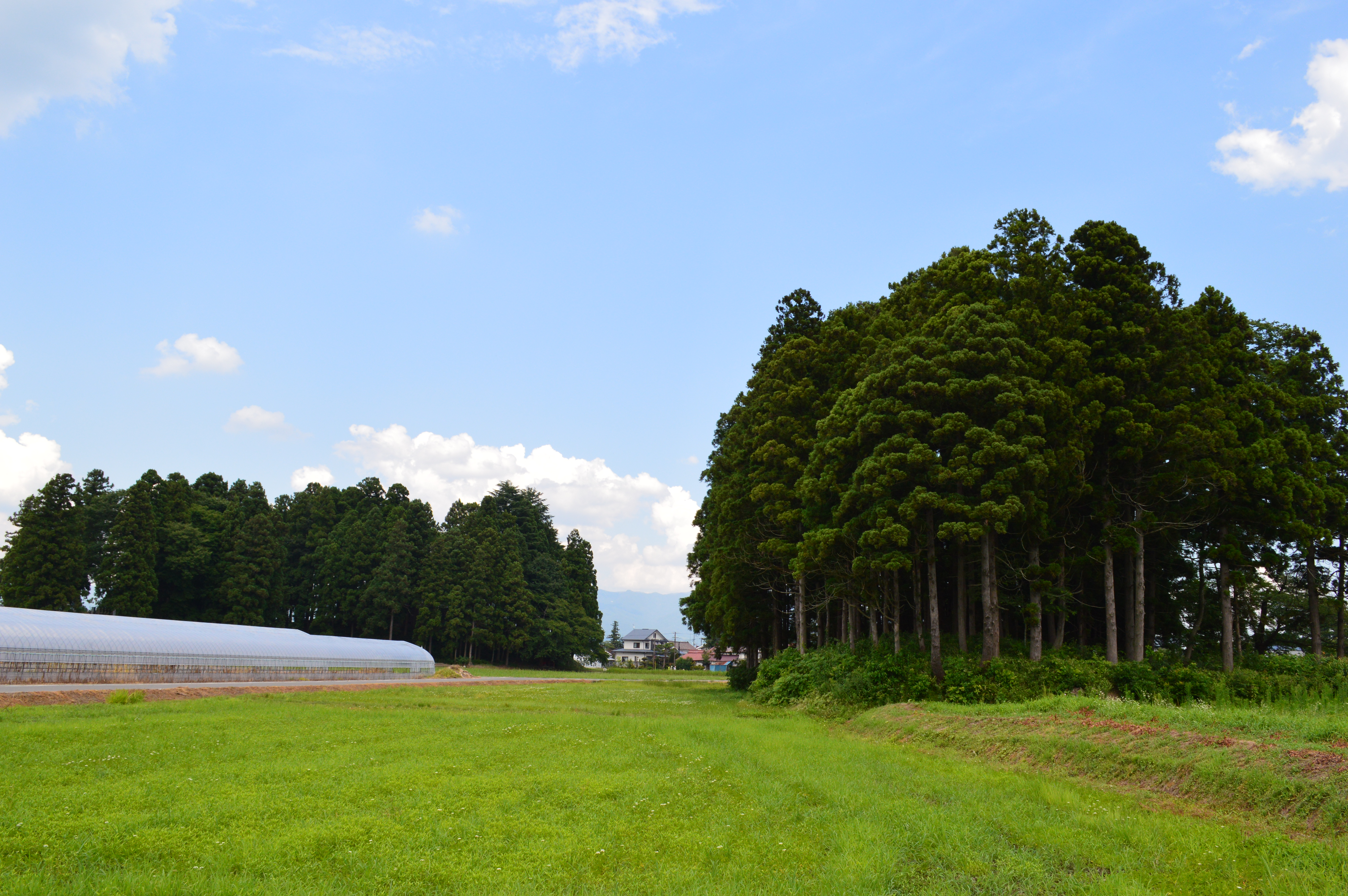
亀ヶ森古墳（左奥）と鎮守森古墳（右）

- 法界寺（会津戦争で悲劇の最期を遂げた中野竹子が葬られている）
- 上宇内薬師堂
- 心清水八幡神社（塔寺八幡神社）
- 旧五十嵐家住宅（国の重要文化財）
- 会津自然の家
- 津尻温泉（営業停止中）
- 宇内温泉（営業停止中）

### 祭事・催事
- 初市大俵引き（1月、重さ約5トンの米俵を引き合う伝統行事）[6]

### 名産品
- 馬刺し
- 冷やしラーメン
- 極上の蕎麦（蕎麦の実の中心だけから採った蕎麦粉を使った独自のスタイルの発祥地）
- 日本酒
  - 飛露喜（廣木酒造本店）
  - 天明（曙酒造）
  - 學十郎（豊国酒造）

## 出身有名人
- 猪俣公章 - 作曲家、作詞家
- 江川嘉孝 - 1964年東京オリンピック男子バスケットボール日本代表
- 遠藤留吉 - たこ焼きを発明した料理人（会津屋初代店長）
- 大崎裕史 - ラーメン評論家
- 小野末吉 - 医師、日本医師会最高優功賞受賞
- 春日八郎 - 演歌歌手（デビュー当初は会津若松市出身と公表していたが後に訂正）
- 斎藤清 - 木版画家
- 佐藤紳 - 農林水産技官[7]
- 髙橋ヒロシ - 漫画家
- 高久進 -　脚本家
- 武田惣角 - 武道家
- 和田洋子 - 参議院議員（2期）